# Приворотень Валяса
Приворотень Валяса, приворотень Валаса (Alchemilla walasii) — вид трав'янистих рослин родини розові (Rosaceae), поширений у центральній Європі.

## Поширення
Європа: Україна, Білорусь, Чехія, Словаччина, Польща.
Входить у переліки видів судинних рослин, що підлягають особливій охороні на території Закарпатської та Львівської областей.